# Hystrichopsyllidae
Hystrichopsyllidae es una familia de pulgas en el orden Siphonaptera. Existen por lo menos 40 géneros y 610 especies descriptas.
Estas pulgas viven en guaridas de varios pequeños mamíferos, entre otros roedores, insectívoros y las familias de marsupiales Peramelidae y Dasyuridae en Australia. Estas pulgas también se han encontrado en abejorros, pero esto probablemente se deba a que los abejorros han construido sus nidos en una pequeña guarida de mamífero abandonada que contiene pulgas.

## Géneros
- Acedestia
- Adoratopsylla
- Agastopsylla
- Anomiopsyllus
- Atyphloceras
- Callistopsyllus
- Carteretta
- Catallagia
- Chiliopsylla
- Conorhinopsylla
- Corrodopsylla
- Corypsylla
- Ctenoparia
- Ctenophthalmus
- Delotelis
- Dinopsyllus
- Doratopsylla
- Eopsylla
- Epitedia
- Genoneopsylla
- Hystrichopsylla
- Idilla
- Jordanopsylla
- Listropsylla
- Liuopsylla
- Megarthroglossus
- Meringis
- Nearctopsylla
- Neopsylla
- Neotyphloceras
- Palaeopsylla
- Paraneopsylla
- Paratyphloceras
- Phalacropsylla
- Rhadinopsylla
- Rothschildiana
- Stenischia
- Stenistomera
- Stenoponia
- Strepsylla
- Tamiophila
- Trichopsylloides
- Typhloceras
- Wagnerina
- Wenzella
- Xenodaeria